# Suctobelbella macrodentata
Suctobelbella macrodentata är en kvalsterart som först beskrevs av Hammer 1962.  Suctobelbella macrodentata ingår i släktet Suctobelbella och familjen Suctobelbidae. Inga underarter finns listade i Catalogue of Life.